# Крюков, Алексей Павлович
Алексей Павлович Крюков (род. 2 декабря 1948) — российский физик, доктор технических наук, профессор.
Ведущий учёный в области теплофизики, руководитель лаборатории криофизики и научно-экспериментального направления по разработке методов расчета процессов переноса через межфазные поверхности на кафедре низких температур МЭИ..

## Биография
Алексей Павлович Крюков закончил Московский энергетический институт в 1972 году. Продолжил научную работу на кафедре низких температур МЭИ. В 1977 году защитил кандидатскую диссертацию: «Изучение интенсивных процессов испарения и конденсации» (1977).
В 1980—1981 годах — приглашённый научный сотрудник Висконсинского университета (Мэдисон, США)
С 1981 ведёт преподавательскую деятельность в МЭИ. С 1992 года — профессор.

В 1988 году — научная поездка в Имперский колледж Лондона и Лондонский университет королевы Марии.
В 1991 году защитил докторскую диссертацию: «Интенсивная конденсация, аспекты теории и применения».
В 1995—1998 гг. — главный исследователь проекта ТМ-16 «Исследование фазовых превращений гелия вблизи лямбда-точки в условиях микрогравитации» в рамках контракта NAS 15-10110 между NASA и Российским космическим агентством.
В 1996—2001 гг. — заведующий лабораторией компьютерного моделирования в Институте высокопроизводительных вычислений и баз данных (IHPC)
В 2002—2013 гг. — декан факультета повышения квалификации преподавателей и специалистов МЭИ.
С 2000 года — заместитель директора Центра высоких технологий МЭИ.
А. П. Крюковым написано свыше 200 научных статей, 10 учебных пособий.
Под его руководством подготовлено 14 кандидатов технических наук и 1 доктор технических наук.
Созданы новые учебные курсы для студентов ИТАЭ: «Криофизика», «Процессы переноса в существенно неравновесных системах»,
«Физика конденсированных состояний», «Процессы на поверхности раздела фаз» и др.
А. П. Крюков — изобретатель, автор ряда патентов.

## Научная деятельность
Области научных интересов:
- Теплофизика;
- Тепломассоперенос;
- Гидродинамика;
- Криогеника;
- Сверхтекучесть;
- Низкотемпературный эксперимент;
- Математическая обработка результатов экспериментов;
- Вакуумные системы и технологии;
- Компьютерные технологии в ядерной энергетике и теплофизике

### Участник профессиональных сообществ
- Член оргкомитета Российской Национальной конференции по теплообмену (с 1994 г.)[6]
- Член Национального комитета РАН по тепло- и массообмену (с 2007 г.)[7]
- Председатель диссертационного совета в области теплофизики и теоретической теплотехники; процессов и аппаратов, машин холодильной и криогенной техники
- Член Международной академии холода (c 2016 г.)[8]
- Член научного комитета международной конференции «Современные проблемы теплофизики и энергетики» (c 2017 г.)[9]

## Публикации

### Книги и монографии
- Kryukov A., Levashov V., Puzina Yu. Non-Equilibrium Phenomena near Vapor-Liquid Interfaces. — Springer, 2013. — 54 с.
- Лабунцов Д.А., Ягов В.В., Крюков А.П. Основы механики двухфазных систем. — М.: МЭИ, 1988.

### Избранные учебные пособия
- Королев П. В., Крюков А. П., Пузина Ю. Ю. Расчет процессов тепломассопереноса на межфазных поверхностях гелий-II-пар. — М.: Изд-во МЭИ, 2018. — 99 с.
- Крюков А.П., Пузина Ю.Ю. Формы межфазных поверхностей при переносе массы, импульса, энергии: учеб. пособие для вузов. — М.: МЭИ, 2014. — 80 с.
- Крюков А.П. Процессы переноса в существенно неравновесных системах: учебное пособие. — М.: Изд-во МЭИ, 2013. — 124 с.
- Королев П.В., Крюков А.П. Методы описания конденсированных систем: учебное пособие. — М.: Издательский дом МЭИ, 2010. — 64 с.
- Крюков А.П., Шишкова И.Н. Введение в изучение явлений на поверхности конденсированных сред: учебное пособие. — М.: Издательский дом МЭИ, 2009.

### Избранные статьи на русском языке
- Пузина Ю.Ю., Крюков А.П. Влияние микрогравитации на схлопывание паровой пленки около проволоки, погруженной в сверхтекучий гелий. // Инженерно-физический журнал. — 2019. — Т. 92, № 6. — С. 2630–2635.
- Крюков А.П., Пузина Ю.Ю. Конденсация из парогазовой смеси. // Инженерно-физический журнал. 2010. — Т. 83, № 4. — С. 637—644.
- Крюков А.П., Пузина Ю.Ю. Обоснование экспериментальных исследований процессов тепломассопереноса при кипении сверхтекучего гелия в условиях микро-гравитации на между-народной космической станции. // Вопросы электромеханики. Труды НПП ВНИИИЭМ. — 2009. — Т. 112, № 5. — С. 45—53.
- Крюков А.П., Левашов В.Ю. Граничные условия для задач испарения-конденсации в парогазовых смесях. // Вестник МЭИ. — 2008. — № 3. — С. 24—30.
- Крюков А.П., Анфимов Н.А., Бускин С.В., Лукьященко В.И., Шувалов В.А. Экспериментальные исследования процессов тепломассопереноса в жидком гелии в условиях микрогравитации и криогенная аппаратура для их реализации. // Космонавтика и ракетостроение. — 2008. — № 1(50). — С. 5—10.

### Избранные статьи на английском языке
- Korolyov P.V., Kryukov A. P., Puzina Yu. Yu. Molecular-kinetic description of heat transfer through a spherical liquid–vapor interface at film boiling // International Journal of Heat and Mass Transfer. — 2020. — Т. 62,.
- Dombrovsky L., Levashov V., Kryukov A. Dembele S., Wen J. A comparative analysis of shielding of thermal radiation of fires using mist curtains containing droplets of pure water or sea water // International Journal of Thermal Sciences. — 2020. — Т. 152.
- Dombrovsky L.A., Fedorets A.A., Levashov V.Y., Kryukov A.P., Bormashenko E., Nosonovsky M. Stable cluster of identical water droplets formed under the infrared irradiation: Experimental study and theoretical modeling. // International Journal of Heat and Mass Transfer,. — 2020. — Т. 161.
- Dombrovsky L.A., Fedorets A.A., Levashov V.Yu., Kryukov A.P., Bormashenko E., Nosonovsky M. Modeling evaporation of water droplets as applied to survival of airborne viruses // Atmosphere. — 2020. — № 11(9).
- Korolyov P.V., Kryukov A.P., Puzina Yu.Yu., Yachevsky I.A. The formation of a closed vapor film during the boiling of helium II on a cylindrical heater inside the porous structure // Journal of Physics: Conf. Series. — 2020.
- Puzina Yu.Yu., Kryukov A.P., Korolyov P.V., Yachevskiy I.A. Experiments of superfluid helium flow in a channel with a monodisperse backfill. // Journal of Physics: Conference Series,. — 2020. — Т. Volume 1683.
- Puzina Yu.Yu., Kryukov A.P. Influence of microgravitation on vapor film collapse near a wire immersed in superfluid helium // Journal of Engineering Physics and Thermophysics. — 2019. — Т. 92, № 6. — С. 1582–1587.